# Illimitable Dolor
Illimitable Dolor (lateinisch Grenzenloser Schmerz) ist eine 2014 gegründete Funeral-Doom- und Death-Doom-Band.

## Geschichte
Illimitable Dolor wurde 2014 als Nebenprojekt der australischen Death-Doom-Band The Slow Death von dem Multiinstrumentalisten und Sänger Stuart Prickett gegründet. Erst im Verlauf der Bandkarriere kristallisierte sich eine stabile Konstellation und ein gewachsenes Bandgefüge um Prickett als Kopf der Gruppe. So äußerte Prickett 2017 während des erstmals kooperativen Entstehungsprozess des dritten Albums den Wunsch, dass Illimitable Dolor sich zu einer „echten Band“ entwickele und nicht nur Musiker die die von ihm geschriebenen Lieder spielten.
Das selbstbetitelte Debüt der Band erschien 2017 über das indische Metal-Label Transcending Obscurity Records und wurde international positiv rezensiert. Im darauf folgenden Jahr veröffentlichte die Band eine Reihe Coversongs als Download via Bandcamp ohne ein unterstützendes Label. Im Jahr 2019 folgte eine Split-EP mit dem Dark-Wave-Projekt Promethean Misery, die ebenfalls ohne die Unterstützung eines Labels herausgegeben wurde. Erst das zweite Album Leaden Light erschien erneut in Kooperation mit Transcending Obscurity Records und wurde international vielfach besprochen, dabei von Rezensenten als durchschnittliches bis sehr gutes Album im Genre bewertet.

## Stil
Die Musik von Illimitable Dolor wird dem Death Doom sowie dem Funeral Doom zugeordnet. Für die Website Doom-Metal.com wird die von der Gruppe präsentierte Spielform als „emotionale“ und „atmosphärische“ Variante des Genres  mit „einer Mischung aus donnernden Riffs und verträumten Synthesizern“ beschrieben. Vergleiche werden zu Skepticism, Evoken und Shape of Despair gezogen. Der gutturale Gesang von Stuart Prickett wird als sonores Brummen präsentiert. Derweil die Geschwindigkeit eine variierende Dynamik zwischen „ultra-langsamen, verheerenden Passagen“ und „herausstechenden Abschnitten galoppierenden Melodic Death Metals“ besitzt.

## Diskografie
- 2017: Illimitable Dolor (Album, Transcending Obscurity Records)
- 2018: Eternal (Coversong von Paradise Lost, Bandcamp-Download, Selbstverlag)
- 2018: Chorale (Coversong von Skepticism, Bandcamp-Download, Selbstverlag)
- 2018: Stream (Coversong von This Empty Flow, Bandcamp-Download, Selbstverlag)
- 2019: Illimitable Dolor / Promethean Misery (Split-EP mit Promethean Misery, Selbstverlag)
- 2019: Leaden Light (Album, Transcending Obscurity Records)